# Гукерія
Гукерія (Hookeria) — рід переважно тропічних мохів. Він був визначений Джеймсом Едвардом Смітом у 1808 році та названий на честь Вільяма Джексона Хукера.
До роду Hookeria відомо дев'ять видів, найбільш поширеними з яких є Hookeria lucens і Hookeria acutifolia.